# Peter González
Peter Federico González Carmona (Madrid, 25 juli 2002), voetbalnaam Peter, is een Spaans voetballer van Dominicaanse afkomst  die onder contract ligt bij Real Madrid.

## Clubcarrière
In het seizoen 2019/20 viel hij tweemaal in tijdens de UEFA Youth League: in de kwartfinale tegen Internazionale (0-3-winst) viel hij in de 84e minuut in voor Juanmi Latasa, en in de finale tegen SL Benfica (2-3-winst) viel hij in de 73e minuut in voor Iván Morante. Later dat jaar stroomde hij door naar Real Madrid Castilla, het beloftenelftal van de club in de Segunda División B.
Op 22 december 2021 maakte hij zijn officiële debuut in het eerste elftal van de club: op de 21e competitiespeeldag liet trainer Carlo Ancelotti hem tegen Athletic Bilbao (1-2-winst) in de 86e minuut invallen voor Eden Hazard. Drie dagen eerder had Ancelotti hem ook al opgenomen in de wedstrijdselectie voor de competitiewedstrijd tegen Cádiz CF. Op 2 januari 2022 volgde een nieuwe invalbeurt: in de competitiewedstrijd tegen Getafe CF, die Real Madrid met 1-0 verloor na een vroeg doelpunt van Enes Ünal, viel hij in de 85e minuut in voor Lucas Vázquez. Op 12 mei 2022, toen Real Madrid zich al had verzekerd van zijn 35e landstitel, mocht hij op de 36e competitiespeeldag een kwartier meespelen tegen Levante UD. Peter was in het seizoen 2021/22 ook een vaste waarde bij Real Madrid Castilla, dat in de nagelnieuwe Primera División RFEF tiende eindigde in zijn groep. In de UEFA Youth League was hij dat seizoen dan weer goed voor twee goals in zes wedstrijden: in de eerste groepswedstrijd scoorde hij het enige Madrileense doelpunt in het 1-1-gelijkspel tegen Internazionale, op de derde speeldag opende hij de score in de 3-2-nederlaag tegen Shakhtar Donetsk.
In juli 2022 brak Real Madrid het contract van Peter open tot medio 2025.

## Clubstatistieken
| Seizoen         | Club                 | Land            | Competitie            | Competitie | Competitie | Beker | Beker | Supercup | Supercup | Europees | Europees | Totaal | Totaal |
| Seizoen         | Club                 | Land            | Competitie            | Wed.       | Dlp.       | Wed.  | Dlp.  | Wed.     | Dlp.     | Wed.     | Dlp.     | Wed.   | Dlp.   |
| --------------- | -------------------- | --------------- | --------------------- | ---------- | ---------- | ----- | ----- | -------- | -------- | -------- | -------- | ------ | ------ |
| 2020/21         | Real Madrid Castilla | Vlag van Spanje | Segunda División B    | 21         | 2          | —     | —     | —        | —        | —        | —        | 21     | 2      |
| 2021/22         | Real Madrid Castilla | Vlag van Spanje | Primera División RFEF | 36         | 3          | —     | —     | —        | —        | —        | —        | 36     | 3      |
| 2021/22         | Real Madrid          | Vlag van Spanje | Primera División      | 3          | 0          | 0     | 0     | 0        | 0        | 0        | 0        | 3      | 0      |
| 2022/23         | Real Madrid Castilla | Vlag van Spanje | Primera División RFEF | 39         | 6          | —     | —     | —        | —        | —        | —        | 39     | 6      |
| 2023/24         | Real Madrid Castilla | Vlag van Spanje | Primera División RFEF | 4          | 0          | —     | —     | —        | —        | —        | —        | 4      | 0      |
| Carrière totaal | Carrière totaal      | Carrière totaal | Carrière totaal       | 103        | 11         | 0     | 0     | 0        | 0        | 0        | 0        | 103    | 11     |

Bijgewerkt op 25 september 2023.

## Erelijst
| Competitie        |                 |                 |                 |                 |
| Competitie        | Aantal          | Jaren           |                 |                 |
| Real Madrid –19   | Real Madrid –19 | Real Madrid –19 | Real Madrid –19 | Real Madrid –19 |
| ----------------- | --------------- | --------------- | --------------- | --------------- |
| UEFA Youth League | 1x              | 2019/20         |                 |                 |
| Real Madrid       |                 |                 |                 |                 |
| Primera División  | 1x              | 2021/22         |                 |                 |

1 Courtois ·
2 Carvajal  ·
3 Militão ·
4 Alaba ·
5 Bellingham ·
6 Camavinga ·
7 Vinícius ·
8 Valverde ·
9 Mbappé ·
10 Modrić ·
11 Rodrygo ·
13 Lunin ·
14 Tchouaméni ·
15 Güler ·
16 Endrick ·
17 Vázquez ·
18 Vallejo ·
19 Ceballos ·
20 García ·
21 Díaz ·
22 Rüdiger ·
23 Mendy ·
Coach: C. Ancelotti
Assistent-trainer: D. Ancelotti